# Медаль ордена Витаутаса Великого
Медаль ордена Витаутаса Великого (лит. Vytauto Didžiojo ordino medalis) была учреждена в 1930 году и названа в честь великого князя Литовского Витовта. Медалью награждаются лица за заслуги перед Литовским государством. Медаль первоначально имела три степени. Автор рисунка медали — художник Пятрас Тарабилда. Медаль изготавливала швейцарская фирма «Huguenin Frères». Как и все литовские награды, медаль ордена Витаутаса Великого была упразднена с утратой Литвой своей независимости. В 1995 год у медаль была восстановлена в прежнем виде. По новой редакции закона о государственных наградах Литвы от 18 июня 2002 года, у медали оставалась только одна степень вместо прежних трёх. Изменился также и рисунок медали.

## История
В настоящее время, медаль изготавливается на литовском монетном дворе в Вильнюсе. Ленты литовских наград производятся в Копенгагене датской фирмой «Morch and Sons».

## Положение о награде
1. Медалью ордена Витаута Великого награждаются лица за заслуги перед Литовским государством.
2. Медаль ордена Витаута Великого изготавливается из серебра и имеет 36 мм в диаметре. На лицевой стороне медали изображается знак ордена Витаута Великого. На оборотной стороне медали — королевская корона, надпись «Витаутас Великий» и годы его правления «1392-1430». Медаль крепится к ленте ордена Витаута Великого, которая имеет ширину 32 мм.
3. Если награждённый медалью ордена Витаута Великого отличился в бою или службе, связанной с риском для жизни, на ленте медали крепятся скрещённые серебряные мечи.

## Описание
| Лицевая сторона        | Медаль с мечами   |             | Оборотная сторона |
| ---------------------- | ----------------- | ----------- | ----------------- |
|                        |                   |             |                   |
|                        |                   |             |                   |
| медаль 1991—2002 годов |                   |             |                   |
| 1-я степень            | 2-я степень       | 3-я степень | Оборотная сторона |
|                        |                   |             |                   |
| медаль 1930—1940 годов |                   |             |                   |
| Лицевая сторона        | Оборотная сторона | Детали      | Детали            |
|                        |                   |             |                   |